# Xã Yell, Quận Webster, Iowa
Xã Yell (tiếng Anh: Yell Township) là một xã thuộc quận Webster, tiểu bang Iowa, Hoa Kỳ. Năm 2010, dân số của xã này là 83 người.